# Moses Cheboi
Moses Kipkemboi Cheboi (* 4. Januar 1970 im Baringo District) ist ein kenianischer Politiker der Jubilee Party (JP), der zurzeit stellvertretender Sprecher der Nationalversammlung ist.

## Leben
Moses Kipkemboi Cheboi besuchte zwischen 1977 und 1982 die DEB Primary School in Olenguruone sowie im Anschluss von 1983 bis 1986 die High School in Kabarnet und zuletzt von 1987 bis 1988 die Moi High School in Kabarak. 1990 begann er ein Studium der Rechtswissenschaften der University of Nairobi, das er 1993 mit einem Bachelor of Laws (LL.B.) beendete. Ein darauf folgendes postgraduales Studium der Rechtswissenschaften an der Kenya School of Law schloss er 1994 mit einem Diplom ab. Im Anschluss begann er 1995 seine berufliche Laufbahn als Jurist der Stadtverwaltung von Nakuru, wurde jedoch bereits 1996 geschäftsführender Partner der Anwaltskanzlei Cheboi & Company Advocates.
2002 wurde Cheboi erstmals Mitglied der Nationalversammlung und vertrat in dieser bis 2007 den Wahlkreis Kuresoi. Er war Mitglied des Ausschusses für Justiz und Rechtsangelegenheiten. Am 5. März 2003 wurde er Mitglied des Ausschusses zur Überarbeitung der Verfassung (Constitutional Review Committee). Er war zwischen 2009 und 2012 Direktor der Nyayo Tea Zones Development Corporation und gehörte zwischen 2010 und 2012 dem Centre for Multi Party Democracy (CMPD) als Mitglied an. Seit März 2013 ist er wieder Mitglied der Nationalversammlung und vertritt dort die Interessen des Wahlkreises Kuresoi North. In der Legislaturperiode von 2013 bis 2017 war er Mitglied des Ausschusses für Justiz und Rechtsangelegenheiten und zugleich Erster Vorsitzender des Ausschusses des Ausschussvorsitzenden. Seit 2017 ist er Mitglied des Verfahrens- und Geschäftsordnungsausschusses, Vorsitzender des Verbindungsausschusses sowie stellvertretender Sprecher (Deputy Speaker) der Nationalversammlung.